# Jacaranda paucifoliata
Jacaranda paucifoliata là một loài thực vật có hoa trong họ Chùm ớt. Loài này được Mart. ex DC. mô tả khoa học đầu tiên năm 1845.